# Jean Pastré
Le comte Jean Hubert Léopold André Pastré (Marseille, 2 décembre 1888 - Paris, 29 juin 1960) est un joueur de polo français, participant aux Jeux olympiques d'été de 1924
.

## Ascendance
Jean Pastré nait en 1888. Son père, le comte Ange André Pastré (1856-1926), est lui-même fils d'Eugène Pastré, armateur et marchand, premier propriétaire à Marseille du Château Pastré.

## Polo
En 1913, il joue au polo au sein de l'équipe des Diables Rouges, au Château de Laversine, domaine du baron Robert de Rothschild près de Chantilly.
Un an plus tard, il joue avec l'équipe internationale du Cote d'Azur Polo Club, à Mandelieu-la-Napoule, sous les yeux de duc de Westminster.
En 1922, il joue à Mons, en Belgique aux côtés du comte Jean de Madre et d'Hubert de Monbrison, en présence de Raymond Poincaré, alors  Premier ministre, et du maréchal Philippe Pétain.
Aux matches de polo aux Jeux olympiques de 1924, Pastré joue dans l'équipe française qui fait face à l'équipe américaine.
À la fondation de la Fédération française de polo, le 15 décembre 1921, Pastré en est élu le premier secrétaire,.

## Vie privée
Après son mariage avec Marie-Louise Double de Saint-Lambert, cette philanthrope marseillaise sera connue comme la comtesse Lily Pastré.
Ils ont trois enfants, résident à Paris et passent l'été au Château Pastré à Marseille jusqu'à leur divorce en 1940.
Le château revient alors à la comtesse.